# Josef Lada
Josef Lada [ˈjo.sɛf ˈladɑ] (Hrusice, 17 december 1887 — Praag, 14 december 1957) was een Tsjechisch illustrator, kunstschilder, striptekenaar, schrijver en autodidact. Hij is vooral bekend vanwege zijn kinderboeken en zijn illustraties voor de boeken van Jaroslav Hašek, maar ook voor de boeken van: Jiří Horák, Jan Drda, Karel Jaromír Erben, Božena Němcová en Jan Neruda. Minder bekend zijn zijn boeken voor volwassenen zoals Válka v kostce (Oorlog in één oogopslag) en Ilustrovaná frazeologie a přísloví (Geïllustreerde freaseologie en spreekwoorden). Door zijn romantische stijl wordt Lada in Nederland en België over het algemeen beschouwd als de Tsjechische tegenhanger van illustrator Anton Pieck. Veel Tsjechen kennen Lada's illustraties vooral van kerstkaarten, kalenders, en postzegels. Frequent terugkerende thema's zijn: zijn geboortedorp Hrusice, winterlandschappen, watergeesten, schildwachten, en cafégevechten. Hij wordt beschouwd als de grondlegger van het genre de Tsjechische strip en van het Moderne Tsjechische Sprookje. Lada heeft een groot oeuvre opgebouwd van ongeveer 500 schilderijen en 15.000 tekeningen. Hij heeft 318 boeken geïllustreerd, evenals diverse posters en ansichtkaarten. In de televisieshow Největší Čech (De Grootste Tsjech) werd Lada geplaatst op de 66ᵉ plaats.

## Biografie

### Jonge jaren
Lada is geboren op 17 december 1887 in het dorpje Hrusice, ten zuidoosten van Praag. Hij is de jongste zoon van de vier kinderen van schoenmaker Josef Lada (1847-1904) en diens echtgenote Alžběta Ladová-Janovská (1843-1912). Hij had één broer František (1870-1929) en twee zusters Antonie (1877-1900) en Maria (1881-1954). Zijn broer František die bijna 17 jaar ouder was had een grote invloed op Lada's inbeeldingsvermogen, samen met zuster Maria hield hij ervan om volksliederen te zingen. Antonie, de oudste zuster van Lada, verliet al vroeg het huis om in Praag als dienstmeisje te gaan werken. Toen Lada één jaar oud was liep hij een trauma op aan zijn rechteroog door een ongeluk in de werkplaats van zijn vader, hierdoor was hij praktisch blind aan dit oog. Dat hij blind was aan zijn rechteroog heeft Lada altijd geprobeerd geheim te houden. In zijn autobiografie Kronika mého života (Kroniek van mijn leven) uit 1942, verklaart hij dat hij was vrijgesteld van militaire dienstplicht vanwege zijn 'oogdefect'.

### Tekenen en opleiding
In 1893 ging hij naar de basisschool in Hrusice alwaar de parochiepriester P. Růžička zijn tekentalent ontdekte en hem aanmoedigde dit talent verder te ontwikkelen. Lada's ouders waren trots op zijn talent, maar na de basisschool, op 14-jarige leeftijd, ging hij echter direct in de leer om huisschilder te worden. Ondanks zijn talent konden zijn ouders een studie in de schone kunsten niet bekostigen. Na ongeveer een half jaar te hebben gewerkt als schilder van zowel huizen als decorstukken vertrok hij naar Praag om daar proberen de kost te verdienen. Zijn eerste poging was onsuccesvol, maar tijdens een tweede poging vond hij baan als boekbinder. In 1904 volgt Lada een tekencursus en ontving hiervoor een leerlingcertificaat, waarna hij zich permanent vestigt in Praag, in ditzelfde jaar publiceerde hij zijn eerste twee tekeningen in het weekblad Máj (Mei). Met de inkomsten probeerde hij om te gaan studeren aan de kunstacademie van Praag. Dit lukte bij zijn vierde poging in 1906, maar stopte al voor het einde van het eerste semester. Lada vond het tijdsverspilling omdat de vakken kunstgeschiedenis en beschrijvende meetkunde hem niet bevielen en de studenten hun werk niet mochten publiceren.

### Illustrator

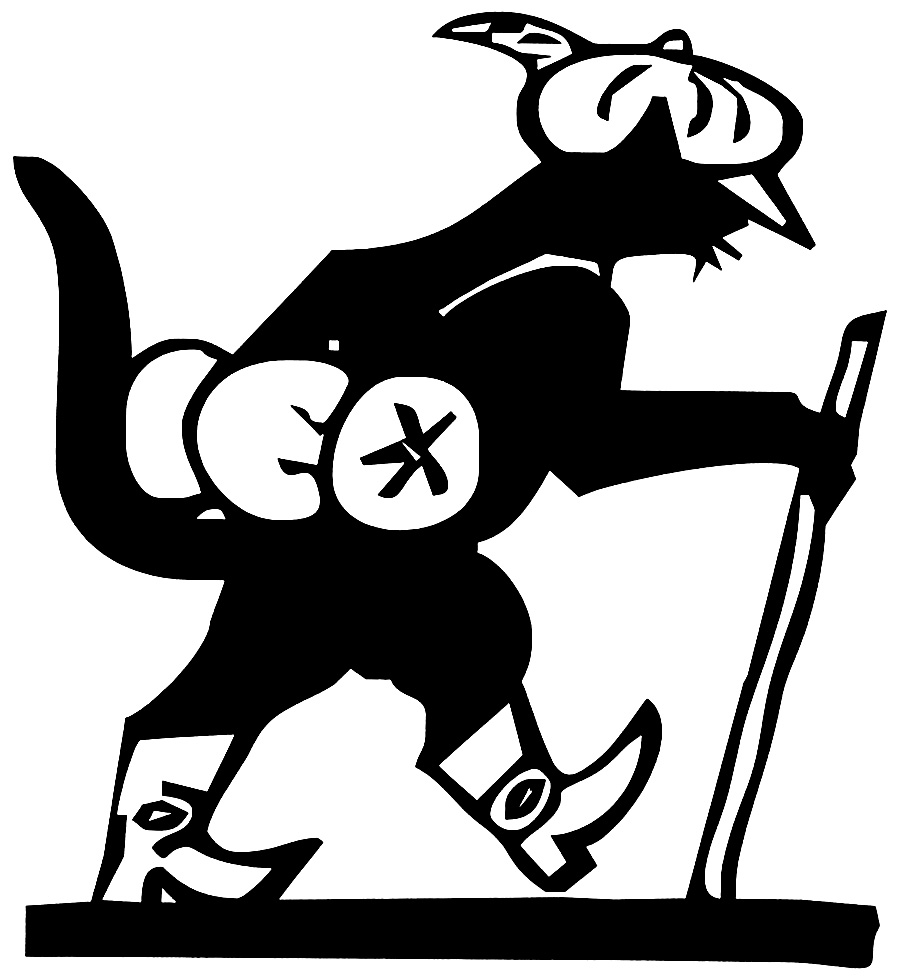
Kocour Mikeš (Kat Mikeš)

Aan het begin van de 20e eeuw tekende Lada veel spotprenten, hij trachtte zich te vestigen als karikaturist en satiricus. Hij publiceerde zijn werk in tijdschriften als Besídka malé (Prieeltje) en Šibeničky (Galg). In 1910 publiceerde hij zijn eerste boek genaamd Moje abeceda (Mijn alfabet). Lada experimenteerde met verschillende tekenstijlen en publiceerde werk onder verschillende pseudoniemen, zoals: L. Horký, K. Gregor, V. Konečný en L. Rozner. Rond 1920 is zijn uiteindelijke tekenstijl uitgekristalliseerd. Het is ook rond deze tijd dat hij in de Praagse anarchiescene de Tsjechische schrijver Jaroslav Hašek ontmoette met wie hij later een innige vriendschap zou ontwikkelen en wiens vaste illustrator hij zou worden, onder andere van Hašeks beroemdste satirische roman: De lotgevallen van de brave soldaat Švejk waarvoor hij de beroemde omslag tekende in 1922. In 1925 en 1928 worden zijn dochters Alena en Eva geboren, voor hen begint hij zelf sprookjes te bedenken en te tekenen. Tevens begon hij met het illustreren van sprookjes en schreef ook zelf een aantal sprookjes, waaronder 'O kocouru Mikešovi' (Over de kat Mikeš); een verhaal over een sprekende zwarte kat. De populariteit van dit sprookje blijkt uit het aantal zwarte katten in Tsjechië die Mikeš worden genoemd. In 1930 verzorgt Lada de decorstukken voor het toneelstuk Strakonický dudák (De doedelzakspeler uit Strakonice) van toneelschrijver Josef Kajetán Tyl en voor de opera's V studni (In de put) van componist Vilém Blodek en Prodanou nevěstu (De verkochte bruid) van componist Bedřich Smetana, in het Nationaal Theater te Praag.
| In zijn tekeningen is het eeuwig lente, heerst er harmonie, en kinderen spelen. Het is een wereld van positieve waarden. — Pavla Pečínková, professor Theorie en Kunstgeschiedenis en Josef Lada-expert |

### Huwelijk
Op 18 juni 1923 treedt Lada in het huwelijk met zijn vrouw Hana Budějická (1888-1950) in het gemeentehuis van Praag. Samen krijgen ze twee dochters Alena (1925—1992) en Eva (1928—1945). Alena zou uiteindelijk in de voetsporen van haar vader stappen en ook illustrator worden. In 1963 publiceerde zij een boek getiteld Můj táta Josef Lada (Mijn pa Josef Lada) met daarin haar memoires aan haar vader evenals een aantal brieven uit de correspondenties met de auteurs Jiří Mahen en Jaroslav Hašek. Dochter Eva komt op 16-jarige leeftijd om het leven bij het bombardement van Praag op 14 februari 1945 door de Amerikaanse luchtmacht aan het einde van de Tweede Wereldoorlog. In september 1947 wordt Lada tot Nationale Kunstenaar benoemd door de Tsjechoslowaakse regering.
| Weinig kunstenaars bereiken ons volk zo met hun werk zoals u. Want er is wellicht niemand die uw prenten van het Tsjechische platteland niet zou kunnen waarderen, of de illustraties van 'Švejk'; uw werk geïnspireerd door onwrikbaar volksoptimisme. Onder hen die u feliciteren met uw titel Nationale Kunstenaar, is zeker onze jongste generatie, die uw trouwe bewonderaars zijn. — Premier Klement Gottwald aan Lada in september 1947, naar aanleiding van Lada's benoeming tot Nationaal Kunstenaar |

### Overlijden
Lada is overleden op 14 december 1957, drie dagen voor zijn 70ᵉ verjaardag, hij is begraven in een familiegraf op de Olšany-begraafplaats in Praag samen met zijn vrouw Hana en zijn dochters Eva en Alena. Het grafmonument heeft hijzelf ontworpen na het overlijden van zijn dochter Eva. Josef Lada is 69 jaar oud geworden.

## Trivia

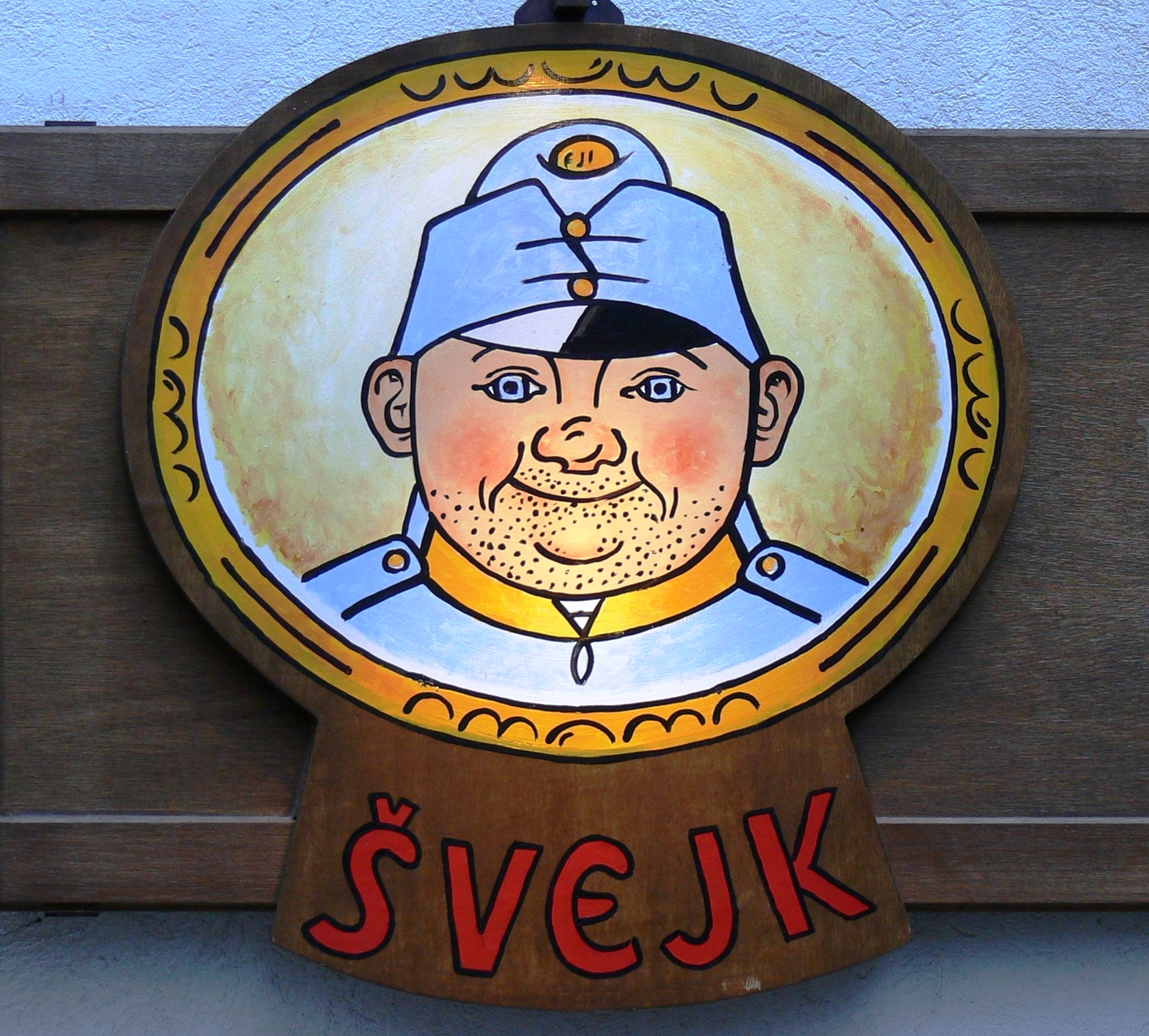
Uithangbord voor een Švejk-restaurant in Český Krumlov.

- Het Josef Lada-gedenkhuis is gevestigd in Lada's voormalige villa in Hrusice, het is geopend in juni 1986.[9]
- De planetoïde 17625 Joseflada is naar Lada vernoemd.[9]
- De Duitse vertaling van zijn boek O kocouru Mikešovi, vertaald door: Otfried Preußler, kreeg in 1963 de Deutsche Jugendbuchpreis.[9]
- Lada's tekeningen vormen decoreren het interieur voor ongeveer 40 gethemeerde Švejk-restaurants in Tsjechië.[9]
- Aan de 124ste geboortedag van Lada werd een Google-doodle gewijd op zoekmachine Google.[16]

## Ladův Kraj
Op 23 november 2000 is in Midden-Bohemen de Josef Lada-regio (Tsjechisch: Ladův Kraj ['laduːf 'kraj]) gesticht door een samenwerkingsverband tussen 24 Tsjechische gemeentes rondom zijn geboorteplaats Hrusice. Hiermee vormen zij in het zuidelijke deel van de regio Praha-Východ een cultuurregio. Hiermee wil men Lada's nalatenschap levendig houden en deze tevens bij toeristen onder de aandacht brengen. Deze zijn:
| - Černé Voděrady - Čestlice - Hrusice - Kaliště - Kamenice - Klokočná | - Kostelec u Křížků - Kunice - Louňovice - Mirošovice - Mnichovice - Mukařov | - Nupaky - Ondřejov - Říčany - Senohraby - Struhařov - Světice | - Svojetice - Tehov - Tehovec - Velké Popovice - Všestary - Zvánovice |

## Galerij

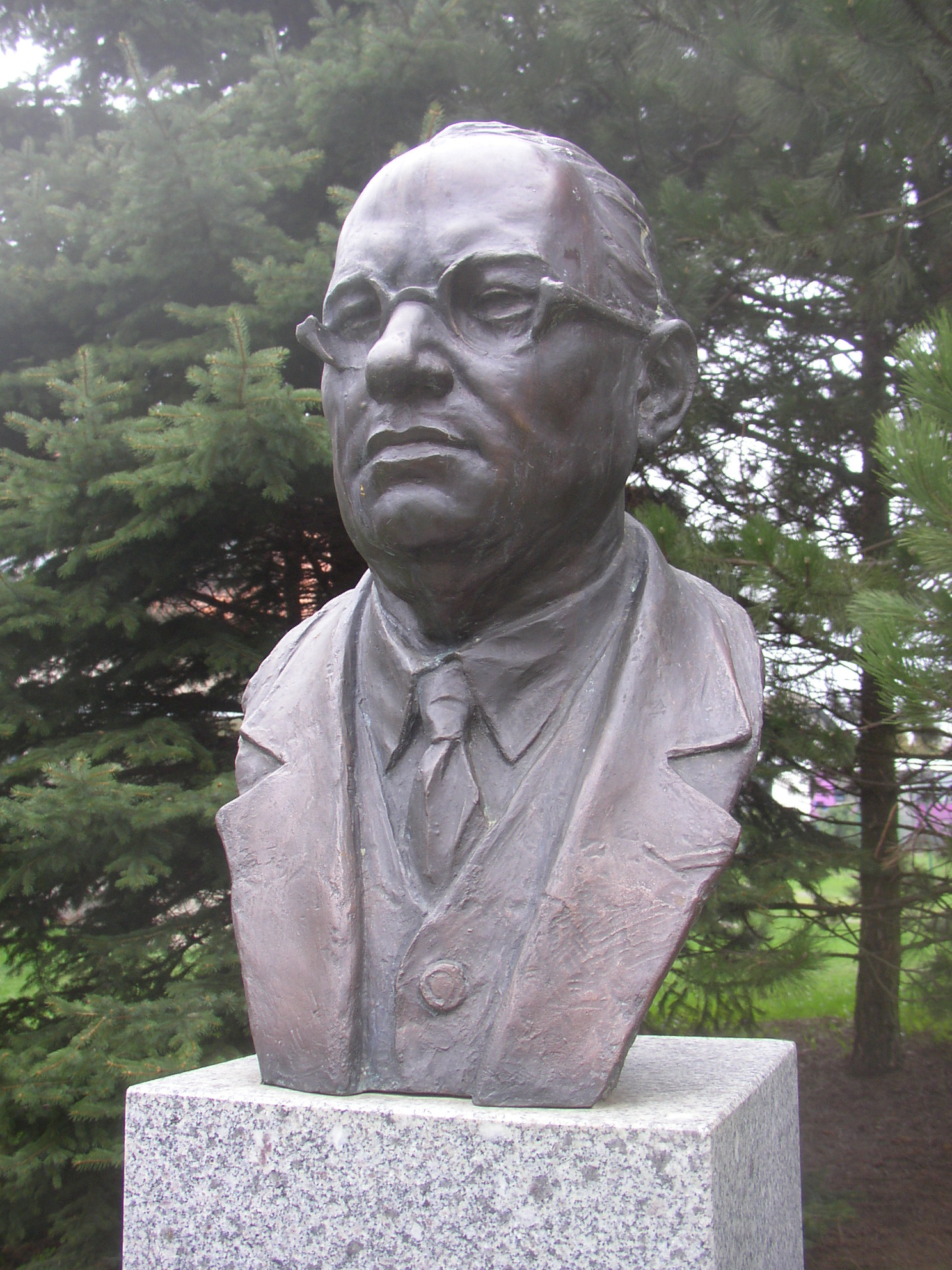
Buste van Josef Lada
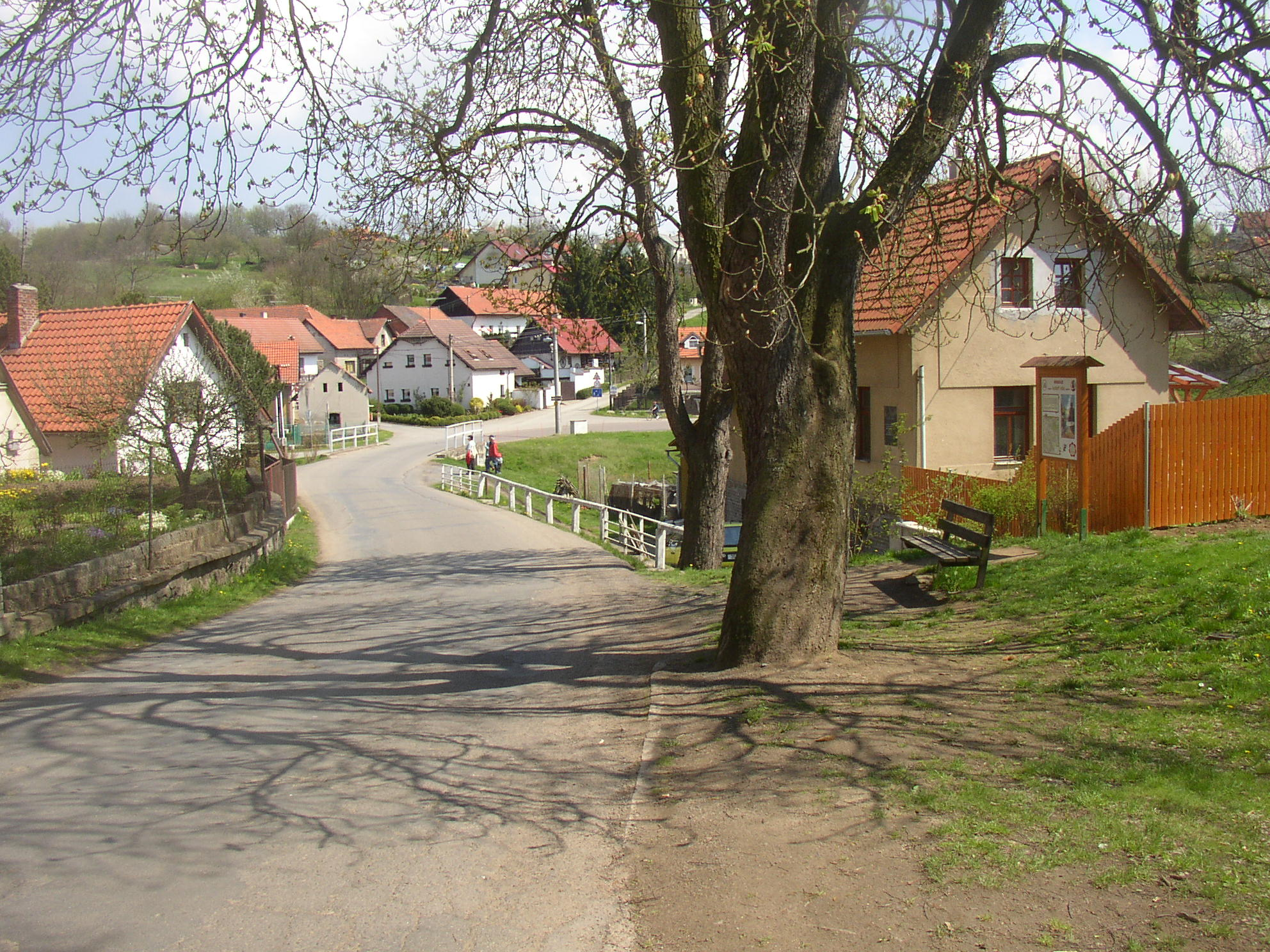
Geboorteplaats van Josef Lada
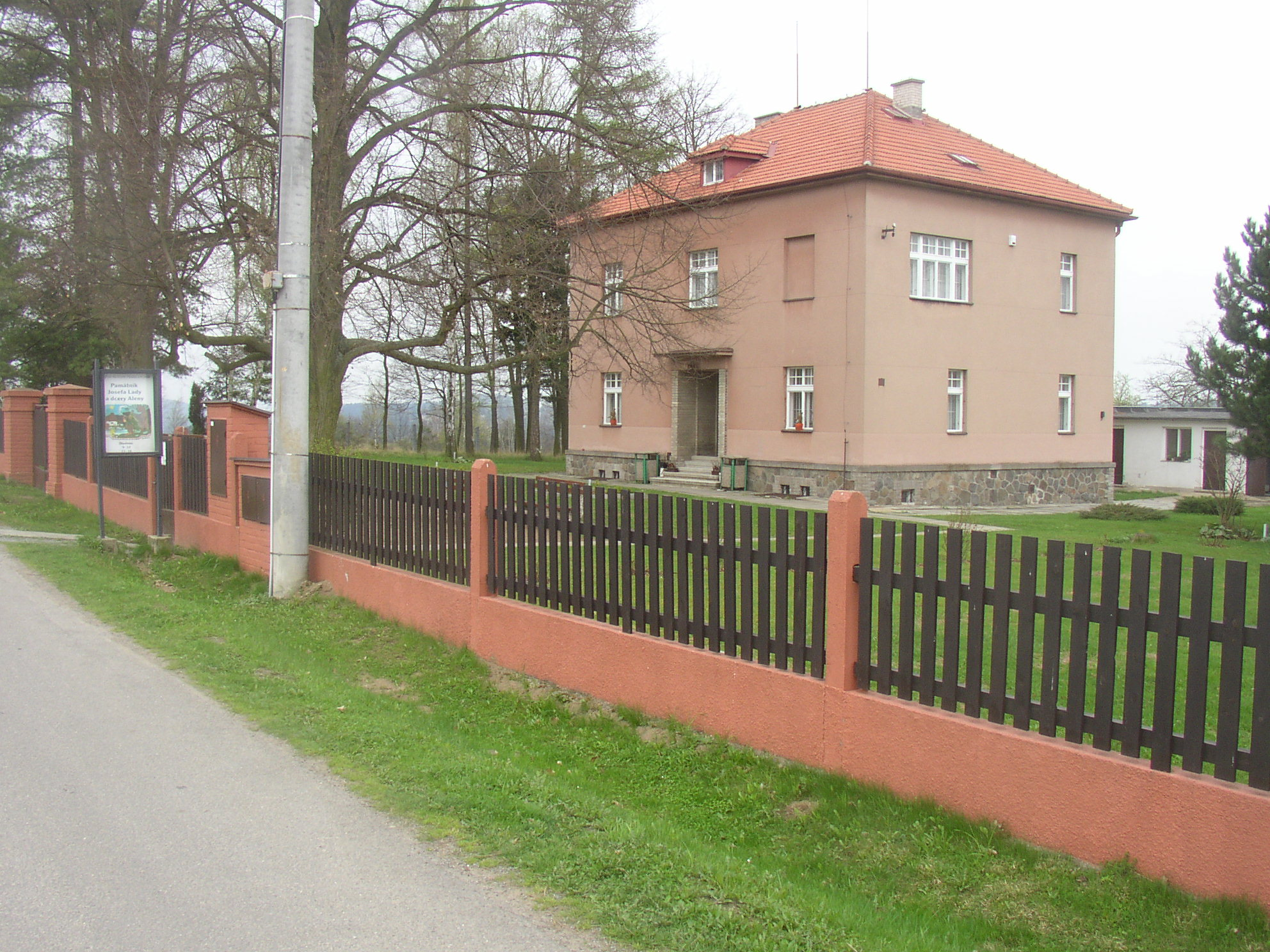
Josef Lada-museum
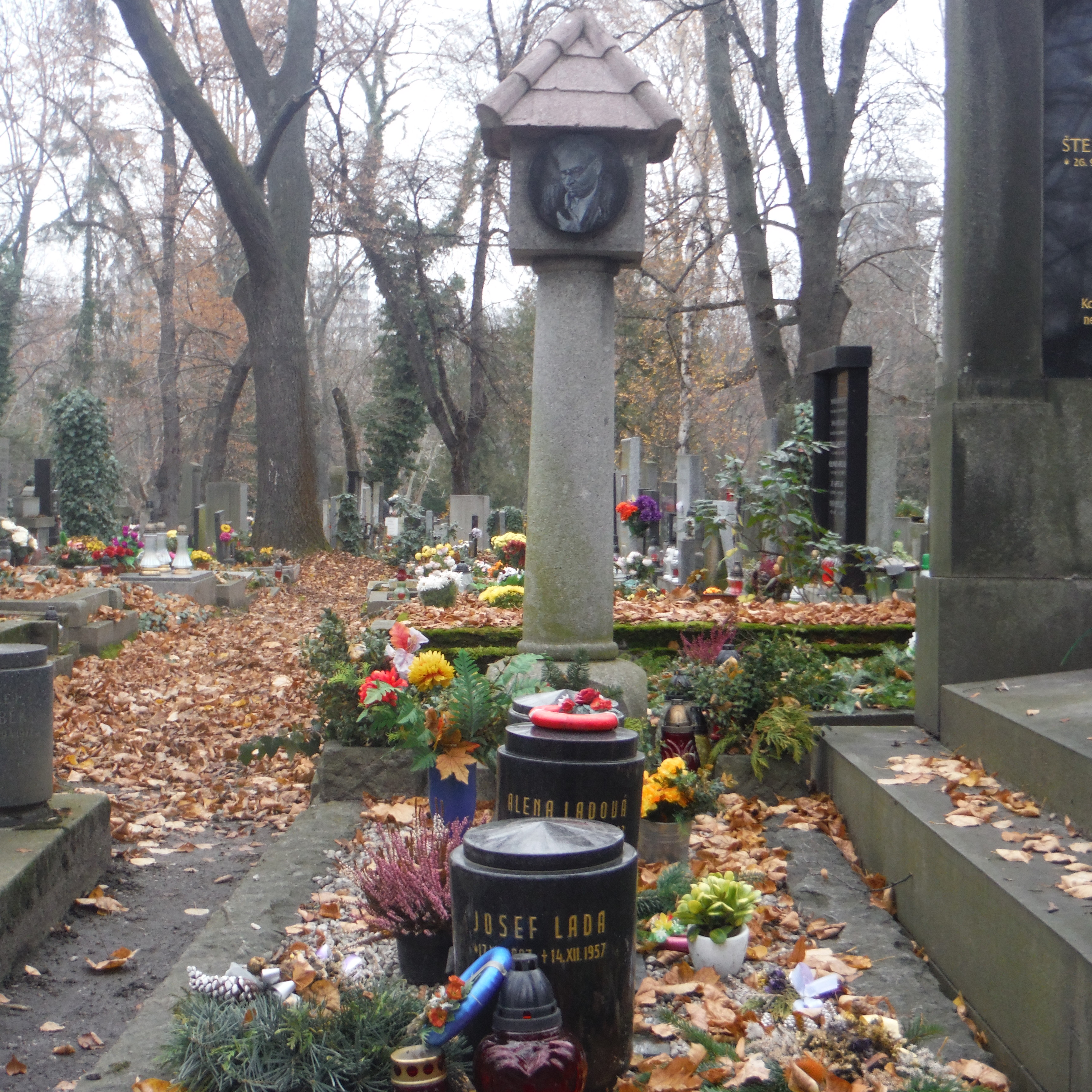
Familiegraf van Josef Lada